# Maikel Kieftenbeld
Maikel Kieftenbeld, né le 26 juin 1990 à Dalfsen aux Pays-Bas est un footballeur néerlandais. Il évolue comme arrière droit ou milieu défensif au SC Cambuur.

## Biographie
Lors de l'été 2010 Maikel Kieftenbeld rejoint le FC Groningue. Le transfert est annoncé le 18 juin 2010 et il signe un contrat de quatre ans, soit jusqu'en juin 2014.
Le 27 juillet 2015, il rejoint Birmingham City.
Le 25 janvier 2021, lors du mercato hivernal, Maikel Kieftenbeld rejoint le Millwall FC pour un contrat de dix-huit mois.
Le 12 juin 2022, il rejoint FC Emmen.

## Palmarès
- Coupe des Pays-Bas en 2015